# Bethelium cleroides
Bethelium cleroides är en skalbaggsart. Bethelium cleroides ingår i släktet Bethelium och familjen långhorningar.

## Underarter
Arten delas in i följande underarter:
- B. c. cleroides
- B. c. blackburni
- B. c. eburatum
- B. c. mundum
- B. c. simillimum
- B. c. tricolor